# Ginástica de trampolim nos Jogos Europeus de 2015 - Masculino
A competição do trampolim individual masculino foi um dos eventos da ginástica de trampolim nos Jogos Europeus de 2015, em Baku, no Azerbaijão. Foi disputada na Arena Nacional de Ginástica nos dias 17 e 21 de junho.

## Calendário
Horário de verão do Azerbaijão (UTC+5).
| Data        | Horário | Fase         |
| ----------- | ------- | ------------ |
| 17 de junho |         | Qualificação |
| 21 de junho | 10:00   | Final        |

## Medalhistas
| Ouro   | RUS Dmitry Ushakov       |
| Prata  | BLR Uladzislau Hancharou |
| Bronze | AZE Ilya Grishunin       |

## Resultado

### Qualificação
O resultado da qualificação foi o seguinte. 
| Posição | Ginasta                  | Rotina 1 | Rotina 2 | Total   | Notas |
| ------- | ------------------------ | -------- | -------- | ------- | ----- |
| 1       | FRA Allan Morante        | 49.195   | 56.865   | 106.060 | Q     |
| 2       | BLR Uladzislau Hancharou | 49.540   | 56.460   | 106.000 | Q     |
| 3       | RUS Dmitry Ushakov       | 48.110   | 56.865   | 104.975 | Q     |
| 4       | FRA Sébastien Martiny    | 48.315   | 56.605   | 104.920 |       |
| 5       | AZE Ilya Grishunin       | 48.455   | 56.185   | 104.640 | Q     |
| 6       | GEO Tengizi Koshkadze    | 49.160   | 55.430   | 104.590 | Q     |
| 7       | POR Diogo Ganchinho      | 47.885   | 56.570   | 104.455 | Q     |
| 8       | UKR Dmytro Byedyevkin    | 48.135   | 56.190   | 104.325 | R1    |
| 9       | AZE Oleg Piunov          | 47.775   | 55.875   | 103.650 |       |
| 10      | POR Ricardo Santos       | 47.790   | 55.575   | 103.365 |       |
| 11      | SUI Nicolas Schori       | 47.620   | 54.845   | 102.465 | R2    |
| 12      | POL Bartłomiej Hes       | 46.900   | 55.480   | 102.380 |       |
| 13      | UKR Mykola Prostorov     | 47.065   | 55.000   | 102.065 |       |
| 14      | ITA Flavio Cannone       | 47.635   | 52.815   | 100.450 |       |
| 15      | CZE Naim Ashhab          | 52.815   | 53.920   | 99.350  |       |
| 16      | CZE Martin Pelc          | 47.210   | 49.485   | 96.695  |       |
| 17      | GRE Apostolos Koutavas   | 46.655   | 49.095   | 95.750  |       |
| 18      | BEL Ben Van Overberghe   | 41.025   | 51.730   | 92.755  |       |
| 19      | SWE Måns Åberg           | 41.505   | 50.500   | 92.005  |       |
| 20      | SWE Jonas Nordfors       | 47.675   | 44.280   | 91.955  |       |
| 21      | RUS Mikhail Melnik       | 48.720   | 41.385   | 90.105  |       |
| 22      | POL Łukasz Tomaszewski   | 47.405   | 39.225   | 86.630  |       |
| 23      | GER Martin Gromowski     | 45.500   | 39.540   | 85.040  |       |
| 24      | BLR Mikalai Kazak        | 46.620   | 23.605   | 70.225  |       |
| 25      | SUI Simon Progin         | 47.880   | 17.050   | 64.930  |       |
| 26      | GER Kyrylo Sonn          | 47.530   | 12.150   | 59.680  |       |
| 27      | GBR Luke Strong          | 45.550   | 6.500    | 52.050  |       |

### Final
O resultado final foi o seguinte.
| Pos.              | Ginasta                  | Dificuldade | Execução | Voo    | Penalidade | Total  |
| ----------------- | ------------------------ | ----------- | -------- | ------ | ---------- | ------ |
| Medalha de ouro   | RUS Dmitry Ushakov       | 17.100      | 25.200   | 17.790 |            | 60.090 |
| Medalha de prata  | BLR Uladzislau Hancharou | 17.100      | 24.300   | 17.980 |            | 59.380 |
| Medalha de bronze | AZE Ilya Grishunin       | 16.400      | 24.900   | 17.465 |            | 58.765 |
| 4                 | FRA Allan Morante        | 16.200      | 22.800   | 17.700 |            | 56.700 |
| 5                 | GEO Tengizi Koshkadze    | 7.100       | 9.000    | 7.290  |            | 23.390 |
| 6                 | POR Diogo Ganchinho      | 4.000       | 5.400    | 3.845  |            | 13.245 |